# 陳式
陳 式（ちん しょく または ちん しき、生没年不詳）は、中国後漢末期から三国時代の蜀漢にかけての武将。巴西郡安漢県が大姓の出自で、一族に陳寿が居る。『華陽国志』や『資治通鑑』では「陳戒」と表記されている。

## 略歴
時期は定かではないが、劉備に従った。建安23年（218年）、劉備が漢中を攻めた際、陳式は馬鳴閣道の封鎖のために派遣されたが、徐晃に敗れた。夷陵の戦いでは劉備に従い、将軍として呉班と共に水軍を率い夷陵に駐屯した。陸遜の火攻で大敗し、夥しき被害が出る中で彼の部隊は白帝城への帰還に成功した。
建興7年（229年）、諸葛亮が再び北伐の軍を起こした時、陳式は先鋒の総大将として武都と陰平を攻略し、その功績を上げた。また、諸葛亮自身は建威を攻略し、陳式と共に当地付近に駐屯していた魏の郭淮を挟撃しようと試みた。郭淮はいったん出撃したがすぐに退却し、そのまま隴西方面から撤退した。諸葛亮・陳式とも、これを追撃しなかったという（陳倉の戦い#第三次北伐）。以降、史書に記述は見当たらない。

## 三国志演義における陳式
小説『三国志演義』では、漢中攻防戦において黄忠の武将として登場する。夏侯尚の軍勢と戦い捕虜となるが、黄忠も夏侯尚を捕らえたため、数日後に双方の人質交換で無事に黄忠の陣営に戻されている。その後、北伐では魏延と共に軍令を無視して魏軍を追撃する。しかしその結果、大敗して多くの兵を失ったことから、諸葛亮の怒りを買って斬首されることになっている。このように『演義』での陳式は凡将扱いされることが多い。
『演義』の「弘治本（嘉靖本）」では『三国志』の著者陳寿の父、「葉逢春本」では陳寿の祖父とされているが、『晋書』「陳寿伝」にそのような記述はない。「陳寿伝」によると、陳寿の父が馬謖の参軍で、馬謖の死刑に連座して髠刑（剃髪し首かせする髠鉗刑が知られている）に処されたとある。『演義』ではこうした話を元に、陳寿の父としての陳式が諸葛亮に処刑されるエピソードが創作されたのであろう。